# Notonecta hoffmanni
Notonecta hoffmanni är en insektsart som beskrevs av Hungerford 1925. Notonecta hoffmanni ingår i släktet Notonecta och familjen ryggsimmare. Inga underarter finns listade i Catalogue of Life.